# 绿夜
《绿夜》（英語：Green Night）是一部2023年香港劇情片，由韩帅執導兼編劇，范冰冰、李周映和金英浩主演。劇情講述一名中國婦女在韓國丈夫的壓迫下過著艱苦的生活，直到遇見了一位神秘的綠髮女子後與對方一同展開冒險，就此改變了一生。2023年2月23日登上第73屆柏林影展舉行全球首映。

## 演員
- 范冰冰飾演金霞[1]
- 李周映飾演綠髮女[1]
- 金英浩飾演李升勳[1]

## 制作
根据韩国电影界人士透露，范冰冰于2022年2月和3月分别在首尔和仁川参与拍摄。由一家韩国公司协助制作，且大部分工作人员也是韩国人。

## 發行
《绿夜》2023年2月23日登上第73屆柏林影展的「電影大觀」單元舉行全球首映。于2023年11月1日在韩国上映。

## 外部連結
- 互联网电影数据库（IMDb）上《绿夜》的资料（英文）
- 豆瓣电影上《绿夜》的資料 （简体中文）